# Mossant
Mossant er en fransk hattemagervirksomhed, der blev grundlagt af Casimir Mossant i 1833 i Paris. Under International Exhibition i London i 1862 modtog virksomheden en pris for sine hatte. Mærket var særligt kendt i USA i det meste af 1900-tallet. I 1929 producerede de mere end 2.000 hatte om dagen. Omkring halvdelen blev eksporteret til USA.